# Lennert Van Eetvelt
Lennert Van Eetvelt (Tienen, 17 luglio 2001) è un ciclista su strada belga che corre per il team Lotto. Professionista dal 2023, ha caratteristiche di passista-scalatore; nel 2024 ha conquistato l'UAE Tour e il Tour of Guangxi.

## Palmarès
- 2021 (Lotto Soudal U23)

Campionati belgi, Prova a cronometro Under-23
- 2022 (Lotto Soudal U23)

2ª tappa Grand Prix Jeseníky (Bruntál > Dlouhé Stráně)
Classifica generale Grand Prix Jeseníky
6ª tappa Giro d'Italia Under-23 (Boves > Colle Fauniera)
- 2023 (Lotto Dstny, quattro vittorie)

4ª tappa Alpes Isère Tour (Monsteroux-Milieu > Saint-Maurice-l'Exil)
5ª tappa Alpes Isère Tour (Saint-Thibaud-de-Couz > Saint-Pierre-de-Chartreuse)
Classifica generale Alpes Isère Tour
2ª tappa Sibiu Cycling Tour (Sibiu > Bâlea Lac)
- 2024 (Lotto Dstny, cinque vittorie)

Trofeo Serra Tramuntana
7ª tappa UAE Tour (al-'Ayn > Jebel Hafeet)
Classifica generale UAE Tour
5ª tappa Tour of Guangxi (Yizhou > Nongla)
Classifica generale Tour of Guangxi

### Altri successi
- 2019 (Juniores)

Classifica scalatori Aubel-Thimister-Stavelot
Classifica generale Ster der Vlaamse Ardennen
- 2022 (Lotto-Soudal U23)

Classifica a punti Tour Alsace
- 2023 (Lotto Dstny)

Classifica a punti Alpes Isère Tour
Classifica giovani Alpes Isère Tour
Classifica giovani Sibiu Cycling Tour
- 2024 (Lotto Dstny)

Classifica giovani UAE Tour
Classifica giovani Tour of Guangxi

## Piazzamenti

### Grandi Giri
- Tour de France

2025: non partito (15ª tappa)
- Vuelta a España

2023: 32º
2024: non partito (12ª tappa)

### Classiche monumento
- Giro delle Fiandre

2025: ritirato
- Liegi-Bastogne-Liegi

2025: 16º
- Giro di Lombardia

2023: ritirato
2024: 7º

### Competizioni mondiali
- Campionati del mondo

Fiandre 2021 - In linea Under-23: ritirato
Wollongong 2022 - Cronometro Under-23: 14º
Wollongong 2022 - In linea Under-23: 17º

### Competizioni continentali
- Campionati europei

Trento 2021 - Cronometro Under-23: 9º
Trento 2021 - In linea Under-23: 5º
Anadia 2022 - In linea Under-23: 32º